# Ośrodek Pism Drukarskich
Ośrodek Pism Drukarskich – polski ośrodek założony w 1968 w Warszawie przez Zjednoczenie Przemysłu Poligraficznego; komórka Ośrodka Badawczo-Rozwojowego Przemysłu Poligraficznego. Organizatorem był Roman Tomaszewski, który do 1976 również kierował pracą ośrodka. Zajmowano się projektowaniem i wdrażaniem nowych krojów pism, w szczególności dziełowych.
W 1975 w Warszawie i Krakowie odbył się XV Kongres ATypI (Association Typographique Internationale), w którego przygotowaniu organizacyjnym i merytorycznym miał spory udział Ośrodek Pism Drukarskich.
W 1979 został przeniesiony do Zakładów Mechanicznych Przemysłu Poligraficznego „Grafmasz” w Katowicach.

## Współpracownicy
- Małgorzata Budyta
- Jerzy Desselberger
- Andrzej Heidrich
- Elżbieta Krużyńska
- Helena Nowak
- Henryk Sakwerda
- Marian Sztuka
- Leon Urbański

## Fonty
- Akant[8] – szeryfowy krój, nad którym Henryk Sakwerda pracował w latach 1975–1980
- Alauda[9] – szeryfowy krój Desselbergera zaprojektowany w 1970
- Bona[10] – szeryfowy krój oparty na włoskiej antykwie[11] Heidricha zaprojektowany w 1971[12]
- Helikon[13] – szeryfowy krój zaprojektowany w 1974 przez Helenę Nowak[14], należący do rodziny Hel
- Kurier[15] – bezszeryfowy krój zaprojektowany w 1973 przez Małgorzatę Budytę, nad którym prowadzono prace w ośrodku do 1975[14]
- Ping-pong[16] – bezszeryfowy krój zaprojektowany przez Elżbietę Krużyńską